# Мостиздах
Мостизда́х (дигор. Мостиздæх, ирон. Мустыздæх) — село в Дигорском районе республики Северная Осетия — Алания. Административный центр Мостиздахского сельского поселения.
Село основано в 1920 году переселенцами из села Ахсарисар. Расположено на левом берегу реки Урсдон, в 4 км к северу от районного центра — Дигора и в 48 км к северо-западу от Владикавказа. Имеет автобусное сообщение с Владикавказом.

## История
52 семейства в количестве 318 человек получили 564 десятин из земель станицы Николаевской в Мостиздахском урочище. Новое селение было названо Мостиздах. Сюда же должны были переселиться в последующие годы около 100 дворов жителей Махческа и Галиата.

## Население
| 2002 | 2010 | 2011 | 2012 | 2013 | 2014 | 2015 |
| ---- | ---- | ---- | ---- | ---- | ---- | ---- |
| 755  | ↘752 | →752 | ↗754 | ↗764 | ↗767 | ↗772 |
| 2016 | 2017 | 2018 | 2019 | 2020 | 2021 | 2023 |
| ↗777 | ↘775 | ↘762 | ↘757 | ↗763 | ↘740 | ↘736 |
| 2024 | 2025 |      |      |      |      |      |
| ↘734 | ↘729 |      |      |      |      |      |

## Улицы
- Малиева
- Арсагова
- Ленина
- Мира

## Топографические карты
- Лист карты K-38-29 Алагир. Масштаб: 1 : 100 000. Состояние местности на 1984 год. Издание 1988 г.